# Long Night
Long Night é um compacto da banda The Corrs do quarto álbum da banda, Borrowed Heaven. A canção foi escrita por Sharon Corr. Foi tema da personagem Nalva, na novela Senhora do Destino, da Rede Globo.

## Lista de faixas

### CD1
1. "Long Night"
2. "Hideaway" (acústico)

### CD2
1. "Long Night"
2. "Hideaway" (acústico)
3. "Long Night" video
4. "Long Night" On the road video
5. Making of the video

## Desempenho nas paradas musicais
| Parada                                        | Melhor posição |
| --------------------------------------------- | -------------- |
| UK Singles Chart                              | 31             |
| Recording Industry Association of New Zealand | 36             |
| Swiss Singles Charts                          | 40             |